# Margarita Chli

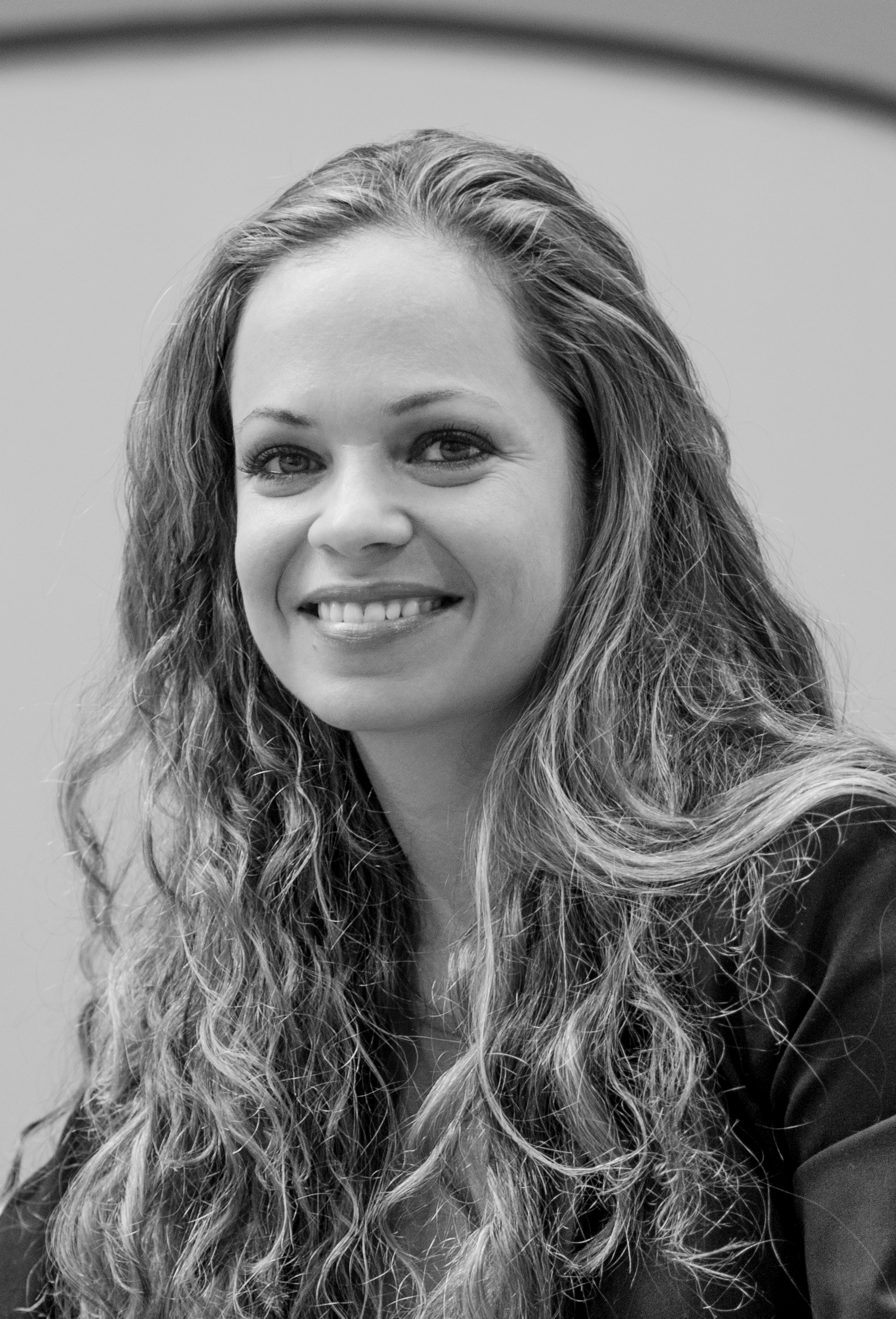
Margarita Chli (2015)

Margarita Chli ist eine Informatikerin aus Zypern und Griechenland. Sie ist Assistenzprofessorin an der ETH Zürich und leitet das Vision for Robotics Lab (V4RL). Chli ist zudem Vizedirektorin am Institut für Robotik und Intelligente Systeme (IRIS) der ETH Zürich und eine Honorary Fellow an der Universität Edinburgh. Der Schwerpunkt ihrer Forschung liegt auf der Computer Vision for Robotics, insbesondere die Echtzeitwahrnehmung für kleine Fluggeräte, eine der größten Herausforderungen der Computervision für Robotik. 2017 gewann Chli den Zonta-Preis; die Zonta-Organisation der Schweiz und des Fürstentums Liechtenstein bezeichnet sie als „eine der einflussreichsten Frauen der Welt“.

## Ausbildung und akademischer Werdegang
Chli studierte Information and Computing Engineering an der Universität Cambridge (Trinity College), wo sie ihren Bachelor- und Mastertitel erwarb. Sie promovierte am Imperial College London mit der Arbeit „Applying Information Theory to Efficient SLAM“. Von 2010 bis 2013 war sie stellvertretende Direktorin, Senior Researcher und Dozentin am Autonomous Systems Lab der ETH Zürich, von 2013 bis 2015 Chancellor’s Fellow und Assistenzprofessorin am Institute of Perception Action and Behaviour der Universität Edinburgh. Seit 2015 bekleidet sie die SNF-Assistenzprofessur in Computervision für Robotik an der ETH Zürich.

## Forschungsprojekte (Auswahl)
Margarita Chli ist oder war an folgenden Forschungsprojekten beteiligt:
- Nationaler Forschungsschwerpunkt (NFS) Robotik (NCCR Robotics): Entwicklung intelligenter Roboter zur Verbesserung unserer Lebensqualität.[4]
- AEROWORKS: Erforschung von Technologien, die die Zusammenarbeit von mehreren kleinen Fluggeräten ermöglichen sollen.[5]
- SHERPA: Entwicklung von Robotern zur Unterstützung von Such- und Rettungsaktionen im Gebirge.
- myCopter: Erforschung von Technologien zur Automatisierung von Personentransporten in der Luft.[6]
- sFly: Entwicklung eines Schwarms von Mikrohelikoptern mit Kameras, zur Kartographierung von Katastrophengebieten.[7]